# Костел Пресвятої Трійці (Долина)
Костел Матері Божої Цариці Кармелю в Долині — колишня римсько-католицька церква в селі Долині Тернопільської области України.

## Відомості
Перший (дерев'яний) костел збудовано місцевим власником Яном Гольським.
- 1611 — подружжя Гольських фінансувало парафію та будівництво мурованого храму.
- 1661 — освячено костел.
- 1712 — завершено будівництва.
- 1825 — вимуровано нову дзвіницю.
- 1841 — освячено муровану цвинтарну родинну каплицю Скарбків, яку збудували ще 1807 року.
- 1926—1929 — за проєктом архітектора Олександра Чешкана відремонтовано храм.
- 1930 — відреставровано дзвіницю.

У радянський період використовувався як зерносховище, а при відновленні назалежності переданий православній громаді.

## Настоятелі
- о. Мартин Яворський,
- о. Казимир Пашковський,
- о. Валентин Петрушевський,
- о. Мартин Стефаницький,
- о. Еміль Гаєвський,
- о. Зигмунт Гендзінський.